# Casal d'Urgell
La llista de comtes d'Urgell del Casal d'Urgell compren els sobirans del comtat d'Urgell des de Ermengol I d'Urgell, fundador del Casal d'Urgell l'any 992 en què és nomenat comte d'Urgell per herència del seu pare Borrell II fins a Aurembiaix que morí l'any 1231 a Balaguer, quan s'extingeix la dinastia i passà a una segona casa comtal en mans dels vescomtes de Cabrera i d'Àger (1209-1314) anomenada Casa de Cabrera-Urgell.
La dinastia del Casal d'Urgell té origen en el Casal de Barcelona essent-ne una branca menor que aviat esdevindrà un casal de ple dret, ja que es guanyarà la reputació.

La casa comtal del Casal d'Urgell fou la segona dinastia més important del Principat de Catalunya (i fins i tot de la Corona d'Aragó) després del Casal de Barcelona, que ocupava posicions reials. També fou la més rica de la Corona catalanoaragonesa, ara sí, per davant del Casal de Barcelona i, per tant, davant el rei. Alguns dels seus comtes foren més rics que el rei degut a les conquestes continues als musulmans i els botins conseqüents.

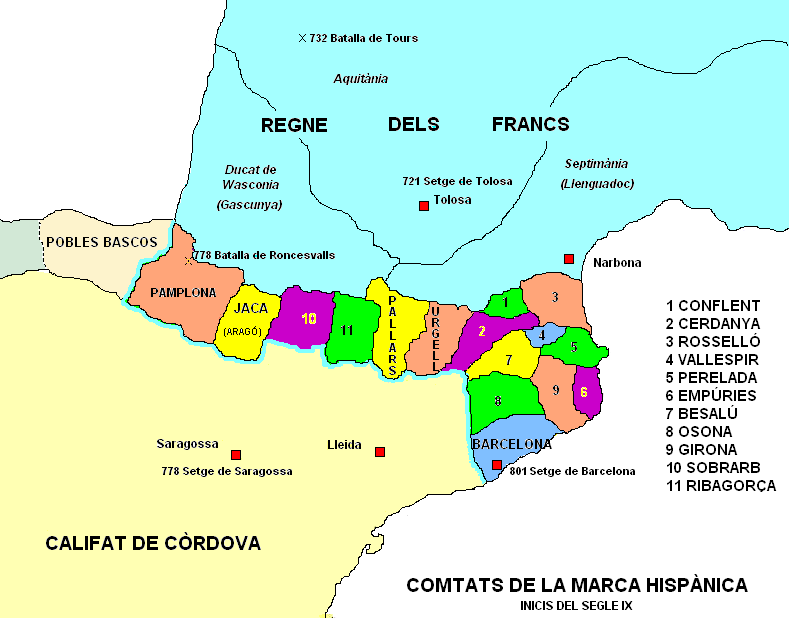
Territori original del comtat d'Urgell (Segle IX) a l'inici del mandat d'Ermengol I d'Urgell

## Història

Territori l'any 1131 durant el mandat d'Ermengol Vi d'Urgell que es mantindrà fins Aurembiaix

Sunifred II d'Urgell va morir el 948 sense descendència; aleshores, deixà el comtat al seu nebot Borrell II, comte de Barcelona, Girona i Osona. Ara bé, en el seu testament, Borrell II, mort el 992 va dividir l'herència entre els seus dos fills: Barcelona, Girona i Osona foren per a Ramon Borrell (992-1017), mentre que Urgell fou per a Ermengol I (992-1010) i aquest títol se separà de la línia principal del Casal de Barcelona. Amb Ermengol I, s'originà la primera dinastia d'Urgell, que regí el comtat des de finals del segle x fins a principis del segle xiii. Originalment, el comtat d'Urgell corresponia, més o menys, amb l'actual comarca de l'Alt Urgell. Ara bé, a partir del segle xi, arran del declivi del poder d'al-Àndalus motivat per la disgregació del califat de Còrdova en regnes de taifes, començà l'expansió territorial del comtat d'Urgell per terres fins aleshores dominades pels àrabs: poc després de l'any 1000, fou conquerida la regió de Ponts, la vall d'Artesa de Segreva ser annexionada durant els anys 1024-1026, igual com també van ser-ho les valls de Meià (1018-1020), Àger (1034-1048), de Santa Linya (1036), Cubells i Camarasa (1050), Guissona (1020-1024) i Agramunt (1070). La conquesta de la serra d'Almenara (1078) permeté incorporar al comtat els actuals Urgell Mitjà i Baix Urgell fins a Barbens i Linyola. El 1105, fou conquerida Balaguer, que acabaria esdevenint la capital del comtat. El 1130 van ser conquerits els castells de Castelló de Farfanya i Algerri. El 1149 el comte va participar en la conquesta de Lleida junt amb el comte de Barcelona i els comtes d'Urgell tindran la ciutat en feu fins al 1231 en què Aurembiaix hi va renunciar a favor de Barcelona.
És de destacar també que el 1096 Guillem, fill d'Ermengol IV, va heretar de la seva mare Adelaida el comtat de Forcalquier.

## Antecedents, Casa de Barcelona
- Borrell II de Barcelona (948 - 992), comte de Barcelona i comte d'Urgell. Pare d'Ermengol I d'Urgell.

### Origen del Casal d'Urgell, Ermengol I d'Urgell
En el següent arbre veiem els avantpassats d'Ermengol I d'Urgell. Veiem que el Casal d'Urgell té origen en el Casal de Barcelona i es fundat a partir de Borrell I de Barcelona que, al tenir diversos fills, reparteix possessions.

## Comtes del Casal d'Urgell
| Nom                    | Període      | Relació                        | Mort i Sepultura | Nota | Escut del Casal d'Urgell           |
| ---------------------- | ------------ | ------------------------------ | --- | --- | ---------------------------------- |
| Ermengol I             | 992-1011     | Fill de Borrell I de Barcelona | Morí en l'expedició bèl·lica contra Còrdova, el fet que va morir tan lluny fa difícil localitzar la seva sepultura                                                                      | Al seu testament diu que fou traslladat a la seva església, potser referint-se a l'Església de la Seu o potser a Ripoll                                                                | Escut escacat dels comtes d'Urgell |
| Ermengol II            | 1011-1038/39 | Fill de l'anterior             | Segurament fou enterrat a Jerusalem, però no hi ha constància de la seva sepultura | S'aventura en un pelegrinatge a Jerusalem on troba la mort l'any 1039 amb 29 anys | Escut escacat dels comtes d'Urgell |
| Ermengol III           | 1038/39-1066 | Fill de l'anterior             | Potser a Ripoll (panteó dels comtes de Barcelona, lligam amb els Urgell) o potser Àger a la galilea de Sant Pere. No se'n té rastre del seu sepulcre                                    | Fou un gran aliat del comte de Barcelona, Ramon Berenguer I. Va morir amb 38 anys en el setge de la ciutat musulmana de Barbastre fent costat a Sanç I d'Aragó i Pamplona, rei d'Aragó |                                    |
| Ermengol IV            | 1066-1092    | Fill de l'anterior             | Potser al castell de Gerb o al monestir de Ripoll no se'n té rastre | Fou el conqueridor de la vall del Segre i la Noguera Pallaresa amb l'ajut del rei d'Aragó                                                                                              |                                    |
| Ermengol V             | 1092-1102    | Fill de l'anterior             | El seu cos fou traslladat a Santa Maria de Solsona | Durant el seu govern s'incien les relacions amb Castella. Va morir en un lloc indeterminat del Regne de Lleó fent costat al rei Alfons VI                                              |                                    |
| Ermengol VI            | 1102-1154    | Fill de l'anterior             | Pel seu testament de 1143 volia ser enterrat a Santa Maria de Solsona. Tanmateix va morir en les seves campanyes militars castellanes i fou sebollit al monestir de Valbuena (Palència) | Prengué Balaguer (1105) i comptà amb l'ajut del comte de Barcelona, Ramon Berenguer III. Col·laborà en la fallida presa de Mallorca.                                                   |                                    |
| Ermengol VII           | 1154-1184    | Fill de l'anterior             | Enterrat a Bellpuig de les Avellanes, traslladat el 1906 al museu The Cloisters de Nova York                                                                                            | |                                    |
| Ermengol VIII          | 1184-1209    | Fill de l'anterior             | Segurament fou enterrat al Monestir de Poblet, que havia afavorit amb nombroses deixes                                                                                                  | Inverteix molts diners en el Monestir de Poblet on van ser enterrats molts comtes. Aquest emplaçament es va convertir en un petit panteó dels comtes d'Urgell                          |                                    |
| Elvira de Subirats     | 1209-1220    | Comtessa regent d'Urgell       | Fou enterrada al claustre de Sant Esteve de Poblet. On hi ha una làpida amb el seu nom                                                                                                  | Degut a la mort del comte Ermengol VIII d'Urgell i la minoria d'edat d'Aurembiaix d'Urgell fou regent                                                                                  |                                    |
| Aurembiaix             | 1209-1231    | Filla de l'anterior            | Fou enterrada a Sant Hilari | Pacta amb Jaume I que el faria hereu del comtat, però finalment testa en favor del seu marit de Pere de Portugal.                                                                      |                                    |
| Pere I                 | 1231         | Marit de l'anterior            | Morí a les Illes Balears | El dia de la mort d'Aurembiaix bescanvia amb Jaume I el comtat per la senyoria de Mallorca.                                                                                            |                                    |
| Jaume I el Conqueridor | 1231-1236    | Amistançat d'Aurembiaix        | De 1835 fins a 1952 el seu sepulcre va estar a la Catedral de Tarragona. Enterrat al Monestir de Poblet                                                                                 | Originàriament a Santa Maria de Poblet però fou profanat |                                    |

Al morir sense descendents, Jaume I reconegué la possessió del comtat d'Urgell a Ponç IV de Cabrera. Un segle més tard, Ermengol X d'Urgell nomenà hereva universal la seva neboda Teresa d'Entença, casada amb l'infant Alfons el Benigne, fill de Jaume II el Just. Posteriorment, el primogènit, Jaume, renuncià a la Corona, els drets de la qual passaren al seu germà Alfons el Benigne, esdevingut rei a la mort del seu pare Jaume II (1327). El rei Alfons el Benigne (1327 - 1336) separà el comtat d'Urgell de l'herència del seu primogènit, l'infant Pere el Cerimoniós i el concedí al seu fill segon Jaume I d'Urgell.

## Altres línies del Casal d'Urgell
Quan els diversos comtes mencionats anteriorment tenien més d'un fill (és a dir, el que no heretava el comtat), aquest també era de la dinastia d'Urgell. En foren alguns rellevants:
- Fills d'Ermengol I d'Urgell:
  - Estefania d'Urgell, casada amb Guillem II de Pallars Sobirà
- Fills d'Ermengol III d'Urgell:
  - Isabel d'Urgell (?-v1071), casada vers el 1065 amb Sanç I d'Aragó i Pamplona i el 1071 amb Guillem I de Cerdanya
  - Sança d'Urgell, casada amb Hug II d'Empúries

- Fills d'Ermengol IV d'Urgell:
  - Guillem III d'Urgell (v1080-1129), comte de Forcalquier (1129)
  - Adelaida d'Urgell, morta jove
- Fills d'Ermengol V d'Urgell:
  - Pere d'Urgell, deuria morir jove, ja que no hi ha informació sobre ell (ni casament ni vida)
  - Major d'Urgell, casada amb Pedro Froilaz de Trava, comte de Trastàmara
  - Teresa d'Urgell, casada amb Bernat I de Cerdanya
  - Estefania Ermengol d'Urgell (?–1143), és coneguda per haver estat la fundadora del monestir de Valbuena
- Fills d'Ermengol VI d'Urgell:
  - la infanta Isabel d'Urgell. El 1152, els seus pares Ermengol i Elvira realitzen pactes matrimonials per casar-se a aquesta mare amb Ramón Folc III de Cardona, vescomte de Cardona (m. 1175). D'aquest matrimoni naixeria Guillem I de Cardona. En el seu testament datat el 18 de juliol de 1177, el comte Ermengol VII nomena a Guillem de Cardona com el seu sobirà. També esmenta al sobirà fill de Maria d'Almenara, la seva mitja germana, tots dos com a hereus en cas que el seu propi fill no tingués descendència legítima.
  - la infanta Estefania d'Urgell (?-1177), casada amb Arnau Mir de Pallars Jussà, comte de Pallars Jussà
  - l'infant Galceran d'Urgell que adopta el nom Galceran de Sales per les seves possessions (?-v1184). Casat amb Sibil·la de Queralt, hereva del llinatge dels Queralt. La relació familiar de Galceran de Sales amb el llinatge Urgell és discutida per alguns historiadors.[2]
  - la infanta Maria d'Urgell (?-1196), senyora d'Almenara i casada amb Lope López, senyor de Miranda de Ebro i Almenara
- Fills d'Ermengol VII d'Urgell:
  - la infanta Marquesa d'Urgell, casada el 1194 amb Ponç III de Cabrera, vescomte de Cabrera

### Dinastia d'Urgell al comtat de Forcalquier
La dinastia d'Urgell a Forcalquier, anomenada així perquè correspon als comtes de Forcalquier, fou una branca de la dinastia d'Urgell, iniciada per Ermengol IV d'Urgell amb el seu matrimoni amb al comtessa de Forcalquier, Adelaida de Forcalquier.
El primer comte d'Urgell de la branca del comtat de Forcalquier fou el fill d'Ermengol IV d'Urgell i Adelaida de Forcalquier:
- Guillem III d'Urgell, (v1080-1129), comte de Forcalquier (1129)
- Guigó d'Urgell, fill del precedent, comte de Forcalquier (1129-1149)
- Bertran I d'Urgell, germà del precedent, comte de Forcalquier (1129-1144)
  - Alícia d'Urgell i Forcalquier († després de 1219), casada el 1180 a Girald Amic de Sabran, senyor de Châteauneuf, de Thor i de Jonquières.
- Bertran II d'Urgell († 1207), fills del precedent, comte de Forcalquier (1144-1207)
  - Beatriu d'Urgell i Forcalquier, casada amb Pons Justas
  - Cecília d'Urgell i Forcalquier, casada amb Roger III (mort 1257), vescomte de Couserans i comte de Pallars.
- Guillem IV d'Urgell († 1209), germà del precedent, comte de Forcalquier (1144-1209)
- Garsenda d'Urgell i Forcalquier († abans de 1193), filla del precedent, casada el 1178 amb Renyer de Sabran, senyor de Caylar i d'Ansouis, que foren els pares de:
  - Garsenda de Sabran o Garsenda de Forcalquier (1180 † 1242), comtessa de Forcalquier, casada el 1193 a Alfons II d'Aragó, comte de Provença
  - Beatriu de Sabran, casada el 1202 amb Guigó VI, delfí del Vienès

Aquesta branca finalitza quan Guillem IV té una filla que, en casar-se amb Renyer de Sabran i tenir fills, hereten la dinastia del pare.